# 에자이
에자이 주식회사(일본어: エーザイ株式会社)는 도쿄부에 본사를 두고 있는 제약회사로 2012년 세계 제약사의 매출액을 일본에서는 다케다 약품공업(세계 14위), 아스텔라스 제약(18위), 다이이치 산쿄(19위), 오츠카 홀딩스(20위)에 이어 5위를 차지하였고 기업슬로건은 Human Healthcare이다.
주요 제품은 레카네맙, 렌베마, 할라벤, 아리셉트, 파리엣, 반젤, 조그란, 피콤파, 제비닉스등이 있다.

## 역사
- 1936년 - 사쿠라가오카 연구소 설립
- 1941년 - 일본위재 설립
- 1955년 - 현재의 사명 변경
- 1961년 - 주식 상장